# Frea rosacea
Frea rosacea là một loài bọ cánh cứng trong họ Cerambycidae.